# Record de Tunisie du 100 mètres haies
Pour les articles homonymes, voir Record de Tunisie du 100 mètres.
Le record de Tunisie du 100 mètres haies est actuellement détenu par Abdelhamid Selma chez les femmes en 14 s 43.
| Athlète          | Performance | Club              | Lieu  | Date        |
| Abdelhamid Selma | 14 s 43     | AC Sousse[Quoi ?] | Amman | 17 mai 2012 |